# Santa María de Ipire (paroisse civile)
Pour les articles homonymes, voir Santa Maria.
Santa María de Ipire est l'une des deux paroisses civiles de la municipalité de Santa María de Ipire dans l'État de Guárico au Venezuela. Sa capitale est Santa María de Ipire, chef-lieu de la municipalité.

## Géographie

### Démographie
Hormis sa capitale Santa María de Ipire, chef-lieu de la municipalité, la paroisse civile comporte plusieurs localités, dont :
- Agua Amarilla
- Cotoperíz
- El Mendero
- La Sierra
- Santa María de Ipire